# Nabil Bentaleb
Nabil Bentaleb (arabul: نبيل بن طالبة) (Lille, 1994. november 24. –) francia születésű algériai labdarúgó, az Angers játékosa.

## Statisztika

### Klub
2021. július 1-i állapot szerint.
| Klub                          | Szezon   | Bajnokság      | Bajnokság | Bajnokság | Kupa  | Kupa  | Ligakupa | Ligakupa | UEFA  | UEFA  | Összesen | Összesen |
| Klub                          | Szezon   | Bajnokság      | Mérk.     | Gólok     | Mérk. | Gólok | Mérk.    | Gólok    | Mérk. | Gólok | Mérk.    | Gólok    |
| ----------------------------- | -------- | -------------- | --------- | --------- | ----- | ----- | -------- | -------- | ----- | ----- | -------- | -------- |
| Tottenham Hotspur             | 2013–14  | Premier League | 15        | 0         | 1     | 0     | 0        | 0        | 4     | 0     | 20       | 0        |
| Tottenham Hotspur             | 2014–15  | Premier League | 26        | 0         | 0     | 0     | 3        | 1        | 6     | 0     | 35       | 1        |
| Tottenham Hotspur             | 2015–16  | Premier League | 5         | 0         | 4     | 0     | 0        | 0        | 2     | 0     | 11       | 0        |
| Tottenham Hotspur             | Összesen | Összesen       | 46        | 0         | 5     | 0     | 3        | 1        | 12    | 0     | 66       | 1        |
| Schalke 04 (kölcsönben)       | 2016–17  | Bundesliga     | 32        | 5         | 3     | 0     | —        | —        | 9     | 2     | 44       | 7        |
| Schalke 04                    | 2017–18  | Bundesliga     | 16        | 4         | 3     | 0     | —        | —        | —     | —     | 19       | 4        |
| Schalke 04                    | 2018–19  | Bundesliga     | 25        | 3         | 3     | 2     | —        | —        | 6     | 3     | 34       | 8        |
| Schalke 04                    | 2019–20  | Bundesliga     | 0         | 0         | 0     | 0     | —        | —        | —     | —     | 0        | 0        |
| Schalke 04                    | 2020–21  | Bundesliga     | 9         | 0         | 1     | 0     | —        | —        | —     | —     | 10       | 0        |
| Schalke 04                    | Összesen | Összesen       | 82        | 12        | 10    | 2     | —        | —        | 15    | 5     | 107      | 19       |
| Newcastle United (kölcsönben) | 2019–20  | Premier League | 12        | 0         | 3     | 0     | —        | —        | —     | —     | 15       | 0        |
| Összesen                      | Összesen | Összesen       | 140       | 12        | 18    | 2     | 3        | 1        | 27    | 5     | 188      | 20       |

### Góljai a válogatottban
|   | Időpont            | Helyszín                                             | Ellenfél           | Gólok | Eredmény | Kiírás                                     |
| - | ------------------ | ---------------------------------------------------- | ------------------ | ----- | -------- | ------------------------------------------ |
| 1 | 2014. június 4.    | Stade de Genève, Genf, Svájc                         | Románia            | 1–0   | 2–1      | Barátságos mérkőzés                        |
| 2 | 2015. január 27.   | Nuevo Estadio de Malabo, Malabo, Egyenlítői-Guinea   | Szenegál           | 2–0   | 2–0      | 2015-ös afrikai nemzetek kupája            |
| 3 | 2015. június 13.   | Stade Mustapha Tchaker, Blída, Algéria               | Seychelle-szigetek | 4–0   | 4–0      | 2017-es afrikai nemzetek kupája selejtező  |
| 4 | 2016. november 12. | Godswill Akpabio International Stadium, Uyo, Nigéria | Nigéria            | 2–1   | 3–1      | 2018-as labdarúgó-világbajnokság-selejtező |
| 5 | 2017. január 7.    | Stade Mustapha Tchaker, Blída, Algeria               | Mauritánia         | 3–1   | 3–1      | Barátságos mérkőzés                        |